# Лиховидовский
Лиховидовский — хутор в Боковском районе Ростовской области.
Входит в состав Грачевского сельского поселения.

## География

### Улицы
- ул. Васильевская,
- ул. Заречная,
- ул. Капитана Гаранина,
- ул. Лиховидовская,
- ул. Школьная.

## Население
| 1989 | 2002 | 2010 |
| ---- | ---- | ---- |
| 311  | ↘271 | ↘249 |

## Достопримечательности
Территория Ростовской области была заселена еще в эпоху неолита. Люди, живущие на древних стоянках и поселениях у рек, занимались в основном собирательством и рыболовством. Степь для скотоводов всех времён была бескрайним пастбищем для домашнего рогатого скота. От тех времен осталось множество курганов с захоронениями  жителей этих мест. Курганы и курганные группы находятся на государственной охране.
Поблизости от территории хутора Конькова Боковского района расположено несколько достопримечательностей – памятников археологии. Они охраняются в соответствии с Федеральным законом от 25.06.2002 N 73-ФЗ "Об объектах культурного наследия (памятниках истории и культуры) народов Российской Федерации", Областным законом от 22.10.2004 N 178-ЗС "Об объектах культурного наследия (памятниках истории и культуры) в Ростовской области", Постановлением Главы администрации РО от 21.02.97 N 51 о принятии на государственную охрану памятников истории и культуры Ростовской области и мерах по их охране и др. 
- Курган "Лиховидовский III". Расположен в 1,5 км кюго-западу от хутора Лиховидовского.
- Курган "Лиховидовский V". Расположен в 1,5 2,0 км к северо-западу от хутора Лиховидовского.
- Курган "Лиховидовский VI". Расположен в 1,5 0,8 км к северо-востоку от хутора Лиховидовского.
- Курганная группа "Лиховидовский I" (2 кургана). Расположена в 1,5 0,9 км к юго-западу от хутора Лиховидовского.
- Курганная группа "Лиховидовский II" (9 курганов). Расположена в 1,5 2,3 км к юго-западу от хутора Лиховидовского.
- Курганная группа "Лиховидовский IV" (3 кургана). Расположена в 1,5 2,2 км к востоку от хутора Лиховидовского [4].